# Pascale Pfeuti
Pascale Pfeuti (* 1985 in Basel) ist eine Schweizer Schauspielerin in Film, Fernsehen und Theater, Hörspielsprecherin, Off-Sprecherin, Sängerin in der Stimmlage Sopran und Musikerin.

## Leben und Karriere
Pascale Pfeuti wurde 1985 in Basel geboren. Sie absolvierte ihr Schauspielstudium an der Hochschule der Künste Bern sowie ein Studium an der Hochschule für Musik und Theater Leipzig. Zusätzlich besuchte sie die Jazzschule Basel für ein Pre-Bachelor-Studium.
Erste Bühnenerfahrungen sammelte sie 2002 im Tod eines Handlungsreisenden am Theater Basel, anschliessend war sie Ensemblemitglied von 2009 bis 2014 am Staatstheater Mainz.
Seit 2015 war sie am Theater St. Gallen beschäftigt, wo sie in der Spielzeit 2018/19 festes Ensemblemitglied wurde und dort in zahlreichen Produktionen mitwirkte. Zu ihren Rollen zählen unter anderem Nora in Nora, Kriemhild in Der Ring des Nibelungen, Antigone, Julia in Romeo und Julia und Wilhelm in The Black Rider.
Während dieser Zeit wirkte sie an verschiedenen Hörspielproduktionen mit.
Darüber hinaus war sie in Film- und Fernsehproduktionen und Kurzfilmen zu sehen u. a. Die Beschatter, Hotspot - ein Experiment und WaPo Bodensee.
Neben ihrer Schauspielkarriere gibt sie regelmässig Konzerte als „Paska“ und ist als Coach für Schauspiel und Musikalität tätig. Ihre künstlerische Vielseitigkeit zeigt sich auch in ihrer Arbeit als Voice-over-Artist bei den Internationalen Filmfestspielen Berlin (Berlinale).
2025 ist sie in der Rolle der Else von Landegg im Tatort: Rapunzel zu sehen.

## Theater (Auswahl)
Theater Basel
- 2002: Tod eines Handlungsreisenden, als Mädchen (Regie: Lars-Ole Walburg)
- 2009: Hexenjagd, als Betty Parris (Regie: Florentine Klepper)

Staatstheater Mainz
- 2009: Der heilige Paulus, als Jesus (Regie: Robert Borgmann)
- 2010: Delirium, als Grushenka (Regie: Schirin Khodadadian)
- 2010: Gegengipfel, als Aktivistin (Regie: Phillip Löhle)
- 2011: Antigone, als Antigone (Regie: Philip Tiedemann)
- 2011: Die Räuber, als Amalia von Erdelreich (Regie: Jan-Christoph Gockel)
- 2011: Die Unschuldigen, als Jackie (Regie: Phillip Löhle)
- 2011: Die Nibelungen, als Kriemhild, Sieglinde (Regie: Martin Oelbermann)
- 2011: Balkanmusik, als Mirjana (Regie: Jan-Christoph Gockel)
- 2012: Krankheit der Jugend, als Desirée (Regie: Dominique Schnizer)
- 2012: Die göttliche Komödie, (Regie: Thorleifur Örn Arnarsson)
- 2012: Autofahrt ins All, (Regie: Pedro Martins Beja)
- 2013: Romeo & Julia, als Julia (Regie: Thorleifur Örn Arnarsson)
- 2013: Nora oder Ein Puppenheim, als Nora (Regie: Matthias Fontheim)
- 2013: Die Gerechten, als Dora (Regie: Dominique Schnizer)
- 2013: Der gestiefelte Kater, als Kater (Regie: Marcus Mislin)
- 2013: Social Error – Last Man in Mainz, (Regie: Viktor Bodó)
- 2014: Lady in the Dark, als Liza Elliot (Regie: Matthias Fontheim)

Theater St. Gallen
- 2015: Im Bau, als Helen, Kaserne Basel (Regie: Lorenz Nufer)
- 2016: Liliom, als Theater Marie, Reithalle Aarau (Regie: Olivier Keller)
- 2016: Rämpläm, als Tabourettli Basel
- 2017: Ronja, als Ronja, zur Mägd Basel (Regie: Pascale Pfeuti, Patrick Oes)
- 2017: Träges Herz, als Kaserne Basel (Regie: Lorenz Nufer)
- 2018: Dornrösli bockt, als Dornrösli (Regie: Jonas Knecht)
- 2018: Verrücktes Blut, als Sonia Kelich (Regie: Anja Horst)
- 2018: Versetzung, als Kathleen (Regie: Jonas Knecht)
- 2018: Kronenhaufen, als Tochter (Regie: Elvira H. Plüss)
- 2019: Die schöne Helena, als Bacchis (Regie: Ansgar Weigner)
- 2019: Sein oder nicht sein, als Eva (Regie: Barbara-David Brüesch)
- 2019: Verminte Seelen, als Ensemble (Regie: Barbara-David Brüesch)
- 2019: Der Kirschgarten, als Anja (Regie: Mélanie Huber)
- 2020: Die Gastfremden (Regie: Christina Rast)
- 2021: Frau Müller muss weg!, als Jessica Höfel (Regie: Anja Horst)
- 2021: König Lear, als Regan (Regie: Christina Rast)
- 2022: Anna Karenina, als Dascha (Regie: Mirja Biel)
- 2022: Die nicht geregnet werden, als Kiebitz/Ines (Regie: Marie Bues, Jonas Knecht)
- 2023: Die Feuerrote Friederike, als Friederike (Regie: Annika Nitsch)
- 2023: Zwischen den Welten, als Ensemble, Gesang (Regie: Barbara-David Brüesch)
- 2023: Ein Volksfeind, als Dr. Stockmann (Regie: Wojtek Klemm)
- 2023: Selig sind die Holzköpfe, als Ensemble, physical theatre (Regie: Jonas Knecht, Marcel Lehmann)
- 2024: Das Käthchen von Heilbronn, als Kunigunde (Regie: Anna Bergmann)
- 2024: Tyll, als Tyll (Regie: Corinna von Rad)
- 2024: The Rocky Horror Show, als Janet Weiss (Regie: Christian Brey)
- 2024: The Black Rider, als Wilhelm (Regie: Barbara-David Brüesch)
- 2024: STURM, als Ensemble; inklusives Theater (Regie: Michel Schröder)
- 2025: Das Käthchen von Heilbronn, als Käthchen (Regie: Anna Bergmann)

## Filmografie (Auswahl)
- 2012: Being (Kurzfilm)[5]
- 2016: Esther
- 2014: Der Hamster[1]
- 2024: Hotspot der Film (Kurzfilm)[1]
- 2025: Die Beschatter (Fernsehserie, 1 Folge)
- 2025: Tatort: Rapunzel

## Hörspiel (Auswahl)
- 2015: Blue Garden, als Ensemble (Regie: Andreas Liebmann)[5]
- 2017: Ezad und Luca, als Mutter (Regie: Julia Gaus)[5]
- 2018: Gespräch unter Hasenfüßen, als Ensemble (Regie: Andreas Liebmann)[5]

## Musik (Auswahl)
- 2012: paska. – Papaceluma (Album)[5][4]
- 2017: paska. – Make a Move (Album)[5][4]
- 2018: paska. – Déjà Moi (Album)[5][4]